# Оксид титану(II)
Оксид титану(II) (TiO) — неорганічна хімічна сполука титану та кисню. Його можна приготувати з диоксиду титану і металевого титану при температурі 1500 °C. Він є нестехіометричним у діапазоні від TiO0,7 до TiO1,3, що спричинено вакансіями Ti або O в структурі кам’яної солі. У чистому TiO 15% місць як Ti, так і O є вакантними, оскільки вакансії дозволяють утворювати зв’язки метал-метал між сусідніми центрами Ti. Ретельний нагрів може призвести до впорядкування вакансій, утворюючи моноклінну форму, яка має 5 одиниць TiO в кожній комірці. Відома також високотемпературна форма з атомами титану з тригонально-призматичним розташуванням. Розчини TiO в кислоті стабільні протягом короткого часу, а потім розкладаються з утворенням водню:
2 Ti2+ (розч) + 2 H+ (розч) → 2 Ti3+ (розч) + H2 (газ)
Газоподібний TiO утворює сильні смуги в оптичних спектрах холодних зір спектрального класу M. У 2017 році було заявлено, що TiO вперше було виявлено в атмосфері екзопланети. Також існують спостережні дані на користь присутності молекули TiO в міжзоряному середовищі.